# دحسويس (المهرة)

تعديل مصدري - تعديل

دحسويس هي إحدى قرى مديرية المسيلة التابعة لمحافظة المهرة، بلغ تعداد سكانها 469 نسمة حسب تعداد اليمن لعام 2004.